# Internationales Privatrecht (Deutschland)
Das Internationale Privatrecht der Bundesrepublik Deutschland ist der Teil des deutschen Rechts, der entscheidet, welches (materielle) Privatrecht inländische Behörden und Gerichte auf einen Sachverhalt mit Auslandsberührung anzuwenden haben.
Trotz seines Namens sind lediglich die vom Internationalen Privatrecht (IPR) geregelten Sachverhalte, nicht jedoch die entsprechenden Rechtsnormen international. Bei der Rechtsquelle handelt es sich nämlich um nationales (deutsches) Recht, hauptsächlich kodifiziert im Einführungsgesetz zum Bürgerlichen Gesetzbuch sowie in spezialgesetzlichen Regelungen. Daneben existieren im Bereich der Europäischen Union vereinheitlichende Rechtsakte, etwa für das Vertrags-, für Teile des Deliktsrechts und die Ehescheidung (Rom-I-, Rom-II- und Rom-III-Verordnung).
Zur Anwendung gelangt das IPR nur dann, wenn ein deutsches Gericht international zuständig ist, weshalb eine enge Verbindung zum Internationalen Zivilverfahrensrecht besteht. Eine Verwandtschaft besteht ferner zur Rechtsvergleichung.
Die Entscheidung, welches Recht anwendbar ist, wird im deutschen Recht durch sogenannte Kollisionsnormen getroffen. Diese bestimmen für einen bestimmten Lebensbereich, den sogenannten Anknüpfungsgegenstand, die Anwendbarkeit des (Privat-)Rechts eines bestimmten Staates anhand eines sogenannten Anknüpfungsmoments.

## Begriffsklärung
Historisch entstand die Bezeichnung Internationales Privatrecht aus der Übersetzung des englischen private international law bzw. des französischen droit international privé (im Gegensatz zum droit international public, dem Völkerrecht). Sie taucht in Deutschland erstmals 1841 auf.
In Deutschland enthält Art. 3 a.E. EGBGB eine Legaldefinition des Internationalen Privatrechts als „das anzuwendende Recht bei Sachverhalten mit einer Verbindung zu einem ausländischen Staat“. Das Internationale Privatrecht Deutschlands ist also derjenige Teil der deutschen Rechtsordnung, der bestimmt, welches nationale Recht auf einen Sachverhalt (auch Lebens- oder Rechtsverhältnis) angewandt wird. Faktisch relevant wird dies nur, wenn der Sachverhalt Beziehungen zu mehreren Rechtsordnungen aufweist (sog. Auslandsberührung).
Die Bezeichnung Internationales Privatrecht ist demgegenüber irreführend: Es gibt keine weltweite überstaatliche Regelung für das anwendbare Recht. Das Internationale Privatrecht Deutschlands ist größtenteils nationales Recht und führt nicht zur Entscheidung privatrechtlicher Streitigkeiten in der Sache. Das deutsche IPR ist vielmehr Kollisionsrecht, weil mehrere Rechtsordnungen den Sachverhalt regeln könnten und dadurch gleichsam kollidieren. Im anglo-amerikanischen Rechtskreis spricht man deshalb auch von Conflict of Laws.
Eng verwandt mit dem IPR im engeren Sinne ist das Internationale Zivilverfahrensrecht (abgekürzt IZVR), sowie das Staatsangehörigkeitsrecht und das Fremdenrecht. Das IPR ist zu unterscheiden vom interlokalen Privatrecht, das innerhalb souveräner Staaten entscheidet, welchen Teilstaates Recht auf einen Sachverhalt anzuwenden ist (Bsp.: Vereinigte Staaten) und vom interpersonalen Privatrecht, das innerhalb souveräner Staaten entscheidet, welches Recht für welche Volksgruppen gilt (wenn das anwendbare Recht z. B. von der Religionszugehörigkeit abhängt). Es ist weiter zu unterscheiden von der Rechtsvergleichung, das sich mit dem Vergleich der Rechtsinstitute ausländischer Rechtsordnungen beschäftigt.

## Rechtsquellen
Das deutsche Internationale Privatrecht findet sich zunächst als autonomes deutsches Recht:
- im Wesentlichen im zweiten Kapitel (Art. 3 bis Art. 46) des Einführungsgesetzes zum Bürgerlichen Gesetzbuch (EGBGB) und
- in einigen Spezialgesetzen (zum Beispiel Art. 91 ff. Wechselgesetz).

Ferner finden sich Regeln zum internationalen Privatrecht in Staatsverträgen. Diese gehen den Regeln des EGBGB in ihrem Anwendungsbereich vor (Art. 3 Abs. 2 S. 1 EGBGB).
Als wichtige Quelle entstehen im Rahmen der justiziellen Zusammenarbeit innerhalb der Europäischen Union vereinheitlichte Kollisionsregeln. Langfristig könnten diese immer mehr Rechtsgebiete erfassen und die Regeln des autonomen deutschen Rechts überlagern. Bislang sind entstanden:
- Verordnung (EG) Nr. 593/2008 (Rom I) für vertragliche Schuldverhältnisse (seit 17. Dezember 2009 in Kraft).
- Verordnung (EG) Nr. 864/2007 (Rom II) für außervertragliche Schuldverhältnisse (seit 11. Januar 2009 in Kraft).
- Verordnung (EG) Nr. 1259/2010 (Rom III) für Ehescheidungen (seit dem 21. Juni 2012 in Kraft).

## Allgemeine Lehren

### Kollisionsnorm

Funktionsweise einer Kollisionsnorm

Sachnorm und Kollisionsnorm haben grundsätzlich den gleichen Aufbau (abstrakter Tatbestand → abstrakte Rechtsfolge). Während die Sachnorm allerdings in der Rechtsfolge bereits eine Lösung der gestellten Frage in der Sache enthält, verweist die Kollisionsnorm nur auf eine Rechtsordnung. Diese Verweisung nennt man Anknüpfung. Diese wird folgendermaßen durchgeführt: Das materielle Recht wird in verschiedene zusammengehörende Lebensbereiche zergliedert (sachrechtliche Systembegriffe), zum Beispiel Vertrag oder Ehescheidung (vgl. den Abschnitt Besonderer Teil). Ein solcher Bereich bildet den sog. Anknüpfungsgegenstand. Lässt sich die konkret zu beantwortende Rechtsfrage unter einen Anknüpfungsgegenstand einordnen, beantwortet das Anknüpfungsmoment als Rechtsfolge, welchen Staates Recht anzuwenden ist. Das Anknüpfungsmoment ist das Merkmal, durch das die Verbindung zwischen Lebenssachverhalt und anwendbarem Recht geschaffen wird, etwa Staatsangehörigkeit oder der Ort des gewöhnlichen Aufenthaltes.
Beispiel: Art. 25 Abs. 1 EGBGB:
Tatbestand: „Die Rechtsnachfolge von Todes wegen …“ (Anknüpfungsgegenstand)
Rechtsfolge: „… unterliegt dem Recht des Staates, dem der Erblasser im Zeitpunkt seines Todes angehörte.“ (Anknüpfungsmoment)
Kollisionsnormen können nach verschiedenen Kriterien unterschieden werden. Zunächst kommt eine Unterscheidung nach der Anwendungsbreite der Norm in Betracht. So unterscheidet man einseitige und allseitige Kollisionsnormen. Einseitige Normen des IPR befehlen den deutschen Gerichten und Behörden nur, unter welchen Umständen inländisches Recht anzuwenden ist. Dabei wird offengelassen, welche Rechtsordnung anzuwenden ist, wenn die inländische keine Anwendung findet. Allseitige Kollisionsnormen legen dagegen überhaupt fest, welche Rechtsordnung auf den Sachverhalt mit Auslandsberührung Anwendung findet. Unter bestimmten Voraussetzungen lässt sich eine einseitige Norm allseitig ausbauen, indem etwa die Norm analog auch für alle anderen Rechtsordnungen angewendet wird. Enthält eine Norm ein rechtspolitisches Ziel, das nicht verallgemeinerungsfähig ist, ist die Norm allerdings nicht allseitig ausbaubar. Man spricht dann von einer Exklusivnorm.
Beispiele:
- Einseitige Kollisionsnorm: Art. 8 Abs. 3 des deutsch-iranischen Niederlassungsabkommens von 1929 (Memento vom 16. Januar 2012 im Internet Archive)
- Allseitig ausbaubare Kollisionsnorm: Art. 7 Abs. 2 EGBGB
- Exklusivnorm: Art. 25 Abs. 2 EGBGB

Ferner können Kollisionsnormen in Generalklauseln, Hilfsklauseln und Ausweichklauseln unterschieden werden. Generalklauseln unterstellen einen Sachverhalt auf allgemeine Weise dem Recht des Staates, mit der jener die „engste Verbindung“ hat. Wird nur subsidiär gegenüber vorrangigen konkreten Anknüpfungen auf die „engste Verbindung“ verwiesen, so spricht man von Hilfsklauseln. Ist die Anknüpfung grundsätzlich in konkreter Weise vorrangig geregelt, so kann dennoch davon abgewichen werden, wenn eine Ausweichklausel den Sachverhalt dem Recht unterstellt, mit dem er die „engste Verbindung“ aufweist.
Manche Normen stellen verschiedene Anknüpfungsmöglichkeiten nebeneinander zur Verfügung. Man spricht von Mehrfachanknüpfungen. Mehrfachanknüpfungen können alternativ oder kumulativ sein. Wird ein bestimmtes Rechtsgebiet einheitlich einer Rechtsordnung unterstellt, so spricht man von Statuten, etwa dem Erbstatut für das Recht des Staates, dem das Erbrecht unterliegen soll.

### Anknüpfungsmomente
Das häufigste Anknüpfungsmoment im deutschen IPR ist die Staatsangehörigkeit. Durch sie werden die meisten Rechtsverhältnisse, die eine natürliche Person betreffen, geregelt. Man spricht deshalb auch von Personalstatut. Im kontinentaleuropäischen Raum wird für das Personalstatut an das Heimatrecht angeknüpft, da man in diesem die engste persönliche Verbindung zum Betroffenen sieht. Im Gegensatz zum anglo-amerikanischen Recht, das hierfür an den gewöhnlichen Aufenthalt, das domicile, oder den Wohnsitz anknüpft, spricht man deshalb auch vom Staatsangehörigkeitsprinzip.
Hat eine Person mehrere Staatsangehörigkeiten so gilt nach Art. 5 Abs. 1 EGBGB die effektive Staatsangehörigkeit, d. h. diejenige mit der die Person am engsten verbunden ist. Widerlegliches Indiz hierfür ist der Aufenthalt in einem der beiden Heimatstaaten. Ist eine der beiden Staatsangehörigkeiten jedoch die deutsche Staatsangehörigkeit, hat die deutsche Staatsangehörigkeit nach Art. 5 Abs. 1 S. 2 EGBGB Vorrang. Bei Staatenlosen gilt nach Art. 5 Abs. 2 EGBGB der gewöhnliche Aufenthalt. Allerdings geht das New Yorker UN-Übereinkommen über die Rechtsstellung der Staatenlosen vom 28. September 1954 Art. 5 Abs. 2 EGBGB innerhalb seines Anwendungsbereiches vor. Bei Flüchtlingen und Asylberechtigten ist formal zwar die Anknüpfung an deren Heimatrecht möglich, erscheint in diesen Fällen jedoch unangemessen. Nach Art. 12 des Genfer Abkommens über die Rechtsstellung der Flüchtlinge vom 28. Juli 1951 wird deshalb für Flüchtlinge an deren Wohnsitz (hilfsweise deren Aufenthalt) angeknüpft. Der Anwendungsbereich des Abkommens wurde durch dessen Zusatzprotokoll vom 31. Januar 1967, das Flüchtlingsmaßnahmengesetz und das Asylverfahrensgesetz (heutige Bezeichnung: Asylgesetz) ausgeweitet.
Handelt es sich um Angehörige eines Mehrrechtsstaates, so ist weiterhin dessen interlokales Privatrecht oder auch interpersonales Privatrecht zu beachten. Die deutsche Staatsangehörigkeit beurteilt sich nach den Regeln des Staatsangehörigkeitsgesetzes (in Kraft seit dem 1. Januar 2000).
Der Wohnsitz hat im deutschen IPR keine Bedeutung mehr. Seine Stelle hat der gewöhnliche Aufenthalt eingenommen. Der gewöhnliche Aufenthalt wird als der Ort oder das Territorium, in dem eine Person ihren Lebensmittelpunkt hat, definiert. Nach welchen Kriterien dieser zu bestimmen ist, ist im Einzelnen umstritten. Der Bundesgerichtshof beurteilt dies nach der Eingewöhnung, d. h. der sozialen Integration (BGHZ 78, 293).
Für die Form von Rechtsgeschäften, im Bereich der gesetzlichen Schuldverhältnisse und für das Internationale Gesellschaftsrecht existiert der Handlungsort als Anknüpfungsmoment. Im Internationalen Sachenrecht wird an den Belegenheitsort der Sache angeknüpft.

### Statutenwechsel
Durch Änderung der anknüpfungserheblichen Tatsache kann sich die maßgebliche Rechtsordnung ändern. Man spricht von einem Statutenwechsel. Beim Statutenwechsel gilt das neue Statut ex nunc (von nun an), also ab Änderung der anknüpfungserheblichen Tatsache. Man unterscheidet deshalb abgeschlossene Tatbestände und offene Tatbestände. Abgeschlossene Tatbestände werden vom neuen Recht nicht mehr verändert. Haben zum Zeitpunkt des Statutenwechsel die Bedingungen für Entstehung oder Untergang eines Rechts oder eines Rechtsverhältnisses noch nicht vollständig vorgelegen, handelt es sich um einen offenen Tatbestand. Das neue Statut entscheidet nun darüber, inwieweit es bereits verwirklichte Bedingungen anerkennt und ein Recht oder ein Rechtsverhältnis entsteht oder untergeht.
Beispiel: A, der in der Schweiz wohnt, hat ein Buch des B seit fünf Jahren und zwei Tagen in Besitz, als er nach Deutschland umzieht. B, der ihm beim Umzug hilft, findet nach Überqueren der deutschen Grenze sein Buch und verlangt nun von A die Herausgabe.
Anwendbares Recht ist deutsches Recht, da sich das Buch in Deutschland befindet. Nach diesem scheidet eine Ersitzung nach § 937 BGB aus, da die Ersitzungsfrist von zehn Jahren noch nicht abgelaufen ist. Dennoch könnte A aber Eigentümer sein. Die Ersitzungfrist beträgt in der Schweiz nach Art. 728 ZGB nur fünf Jahre. Da die Ersitzungfrist nach Schweizer Recht abgelaufen ist und A Eigentum erworben hat, handelt es sich um einen abgeschlossenen Tatbestand. B kann das Buch nicht mehr herausverlangen.

### Qualifikation
Der Anknüpfungsgegenstand einer Kollisionsnorm ist ein Systembegriff, der dem materiellen Recht entnommen ist. Ein Lebenssachverhalt (nach anderer Ansicht ein Rechtsverhältnis oder nach wiederum anderer Ansicht eine Sachnorm) ist also unter den Anknüpfungsgegenstand einer Kollisionsnorm zu subsumieren. Diesen Vorgang bezeichnet man als Qualifikation.
Beispiel: Art. 14 unterwirft die „allgemeinen Wirkungen der Ehe“ einem bestimmten Recht. Um herauszufinden, ob ein bestimmter Lebenssachverhalt zu den allgemeinen Ehewirkungen zu zählen ist, muss dieser unter die Norm subsumiert werden, das Problem wird qualifiziert.
Die Subsumtion unter eine Norm ist ein gewöhnlicher juristischer Vorgang, jedoch im Internationalen Privatrecht mit besonderen Problemen behaftet. Diese Qualifikationsprobleme können in drei Gruppen eingeteilt werden:
- Systemunterschiede zwischen deutschem IPR und ausländischem materiellen Recht: Bei diesen Fällen wird ein Rechtsinstitut des materiellen Rechts systematisch auf bestimmte Weise zugeordnet. Im deutschen Kollisionsrecht fällt er dagegen unter einen anderen Systembegriff.[13]
Beispiel: Gehört die Schenkung von Todes wegen nach § 2301 BGB zum Vertragsrecht (Rom-I-Verordnung) oder zum Erbrecht (Art. 25–Art. 26 EGBGB)?
- Dem deutschen Recht unbekannte ausländische Rechtsinstitute: Ein Rechtsinstitut des ausländischen Rechts ist in Deutschland nicht bekannt. Das deutsche IPR enthält hierfür auch keine Kollisionsregel.[14]
Beispiele: trust im Common Law, die Morgengabe (Brautgabe) im islamischen Recht, Levirat und Kalitza des jüdischen Rechts.
- Systemunterschiede zwischen deutschem und ausländischem materiellen Recht: Ein Rechtsinstitut wird im deutschen und in ausländischem Recht systematisch verschieden eingeordnet und unterfiele je nach Einordnung unterschiedlichen Kollisionsnormen des deutschen IPR.
Beispiele: Die Verjährung ist im angloamerikanischen Recht oft Teil des Prozessrechts, im deutschen Recht jedoch Teil des materiellen Rechts.

Die Lösungsansätze zu diesem Problem lassen sich in vier Gruppen einteilen:

Qualifikation nach der lex causae im Tennessee-Wechsel-Fall (RGZ 7, 21)

- Die Qualifikation lege causae: Martin Wolff vertrat, ausländische Rechtsinstitute sollten auch nach ausländischem Recht qualifiziert werden. Nur so könne eine „unbeholfene Kennzeichnung auslandrechtlicher Gebilde“ vermieden werden.[15] Diese Ansicht konnte sich kaum durchsetzen. Ihr wird entgegengehalten, dass logisch zum Zeitpunkt der Qualifikation die ausländische Rechtsordnung nach gar nicht ermittelt ist.
Beispiel: In der Entscheidung RGZ 7, 21 (Tennessee-Wechsel-Fall) wurde aus einem in Tennessee gezogenen Wechsel (promissory note) gegen den in Bremen ansässigen Aussteller geklagt. Der Aussteller berief sich auf Verjährung. Die Verjährung wird in Deutschland als materiell-rechtliches Institut, in den USA als prozessrechtliches Institut (eine limitation of action) angesehen.
In einer von Murad Ferid als „unsterbliche Blamage“[16] bezeichneten Entscheidung qualifizierte das Reichsgericht nach der lex causae. Dies führte dazu, dass US-amerikanisches Recht anzuwenden war, jedoch nur in dem Umfang, in dem „Wechselrecht“ in den USA verstanden wurde, d. h. ohne die Verjährungsregeln, die dort zum Prozessrecht zählten. Gleichzeitig konnte deutsches Wechselrecht keine Anwendung finden, da dieses ja nicht berufen war. Das Ergebnis war ein durch Normenmangel (s. u.) verursachter unverjährbarer Wechsel, obwohl nach beiden Rechtsordnungen Verjährung vorgesehen war: „Wie Ahasverus, der nicht sterben kann, muss dieser Wechsel, der nicht sterben kann durch die Jahrhunderte unverjährbar geistern, selbst wenn er nach dem Recht des Zahlungsortes (lex causae) als auch nach dem Recht des Gerichtsortes (lex fori) längst verjährt ist.“[16]
- Die Qualifikation nach der lex fori: Nach herrschender Meinung sind Systembegriffe des deutschen IPR auch nach den Systembegriffen des materiellen Rechts zu bestimmen. Eine Ausnahme gilt für völkerrechtliche Verträge und ausländische Kollisionsnormen (beispielsweise beim renvoi). Diese sind autonom bzw. nach ausländischem Recht zu qualifizieren.[17]
- Die autonome, rechtsvergleichende Qualifikation: Ernst Rabel schlug vor, durch rechtsvergleichende Analyse autonome Systembegriffe zu schaffen.[18] Dieser Vorschlag scheiterte an der praktischen Unmöglichkeit für die Gerichte, weltweit rechtsvergleichend zu arbeiten.
- Die autonome, teleologische Qualifikation: Gerhard Kegel vertrat, Sachverhalte mit vergleichbarer internationalprivatrechtlicher Interessenlage auch derselben Kollisionsnorm zu subsumieren.[19]

### Anpassung (Angleichung)
Die Qualifikation kann dazu führen, dass einzelne Lebenssachverhalte nach kollisionsrechtlichen Anknüpfungsmomenten zergliedert werden. Dies hat zur Folge, dass derselbe Lebenssachverhalt nicht mehr einheitlich von einer Rechtsordnung geregelt wird. Unterschiedliche Rechtsordnungen sind aber nicht aufeinander abgestimmt.
Beispiel: Ein Ägypter islamischen Glaubens heiratet in Ägypten vier Frauen. Er zieht mit diesen nach Deutschland. Alle Frauen trennen sich hier von ihm und verlangen Unterhalt. Art. 4 (Memento vom 14. Oktober 2012 im Internet Archive) des Haager Unterhaltsübereinkommens beruft deutsches Recht. Das deutsche Unterhaltsrecht ist jedoch nicht auf polygame Ehen zugeschnitten.
Die entstehenden Probleme können wie folgt kategorisiert werden:
- Normenmangel (keine der berufenen Rechtsordnungen hat eine Lösung des Problems),
- Normenhäufung (mehrere beteiligte Rechtsordnungen lösen das Problem, jedoch führt ihre Anwendung zur ungewollten Vermehrung von Ansprüchen (vgl. obiges Beispiel))
- qualitative Normendiskrepanz (direkter inhaltlicher Widerspruch der beteiligten Rechtsordnungen)

Es entstehen dadurch folgende Widersprüche:
- offene Normwidersprüche (bei Gerhard Kegel logische Widersprüche oder Seinswidersprüche) und
- versteckte, erst durch Wertung erkennbare, Normwidersprüche (bei Kegel teleologische oder Sollenswidersprüche) (vgl. obiges Beispiel).

Zum Ausgleich dieses durch die Zergliederung bedingten Mangels bietet sich eine Anpassung an. Entweder wird dabei das Kollisionsrecht oder das Sachrecht angepasst. Bei der kollisionsrechtlichen Lösung wird der gesamte Sachverhalt einem Recht unterstellt; letztlich wird damit bei der Qualifikation ermittelte Anwendungsbereich einer Norm neu festgelegt. Welches Recht dies ist, beruht auf einer wertenden Entscheidung. Bei der sachrechtlichen Lösung wird durch den Richter eine neue Sachnorm geschaffen, die von keinem der berufenen Rechte vorgesehen war, aber dem Sachverhalt wertungsmäßig am besten Rechnung trägt.

### Vorfrage
Gesetzestexte enthalten oft normativ geprägte Elemente. Die Frage, ob die Rechtsfolge einer materiellen Norm, deren Eintreten Tatbestandsvoraussetzung einer in- oder ausländischen Sach- oder Kollisionsnorm ist, dem inländischen oder ausländischen Kollisionsrecht zu entnehmen ist, wird als Vorfrage bezeichnet.
Beispiel: Die griechisch-orthodoxen Griechen M und F heiraten vor einem griechisch-orthodoxen Pfarrer in Deutschland. Nach griechischem Recht genügt dies für eine gültig Eheschließung. M stirbt (Erbfall vor dem 17. August 2015). F möchte wissen, ob sie Erbin ist.
Ob F Erbin ist, ist Hauptfrage. Dies hängt von ihrer Ehegattenstellung ab; diese ist Vorfrage.
Die Vorfrage könnte nach deutschem IPR (selbstständige Vorfragenanknüpfung) oder nach dem IPR der Hauptfrage (abhängige Vorfragenanknüpfung) zu beantworten sein. Nach der herrschenden Meinung wird deutsches IPR zur Beantwortung der Vorfrage angewendet; man nennt dies selbständige Anknüpfung. Dies wird folgendermaßen begründet: Würde man die Vorfrage jeweils dem IPR der Hauptfrage unterwerfen, so könnte die Vorfrage für verschiedene Hauptfragen anders zu beantworten sein. Die schlichte Feststellung, ob eine Ehe besteht, wäre innerhalb derselben Rechtsordnung je nach Kontext anders zu beantworten. Außerdem würde dies auch dazu führen, dass bestehende deutsche Kollisionsnormen nicht angewandt würden.
Selbständige Anknüpfung der Vorfrage in obigem Beispiel: Erbstatut ist nach Art. 25 EGBGB a.F. griechisches Recht. Dieses folgt gleichfalls dem Staatsangehörigkeitsprinzip und nimmt in Art. 28 Astikos Kodikas die Verweisung an. Ihr Erbrecht hängt nach griechischem Recht von ihrer Ehegattenstellung ab, also muss entschieden werden, ob F gültig mit M verheiratet war. Wieder ist das darauf anwendbare Recht zu bestimmen, bei selbständiger Anknüpfung nach deutschem IPR. Die Form der Ehe ist nach Art. 13 Abs. 4 S. 1 EGBGB zu beurteilen. Die kirchliche Eheschließung genügt demnach nicht; die Ehe ist eine Nichtehe. Jedoch entfaltet abweichend von diesem Grundsatz eine im Inland nicht vor dem Standesbeamten geschlossene Ehe Rechtswirkungen für den deutschen Rechtsbereich, wenn die Voraussetzungen des Art. 13 Abs. 4 Satz 2 EGBGB erfüllt sind. Zu den Voraussetzungen gehört, dass keiner der Verlobten Deutscher sein darf, die Trauungsperson von der Regierung des Staates, dem einer der Verlobten angehört, ordnungsgemäß ermächtigt wurde und die Eheschließung in der nach dem Recht dieses Staates vorgeschriebenen Form geschlossen wurde.
Ausnahmen lässt diese Ansicht in den folgenden Fälle zu, die meist mit ihrem engen Zusammenhang zum öffentlichen Recht gerechtfertigt werden:
- Staatsangehörigkeit
- Namensrecht
- Unterhaltsrecht
- Sozialversicherung
- Legitimation durch nachfolgende Ehe
- Systemfremd eingesetzte Rechtsfolgen

Eine Mindermeinung will die Vorfrage nach dem IPR der Hauptfrage lösen. Sie will damit sog. hinkende Rechtsverhältnisse vermeiden.
Unselbständige Anknüpfung der Vorfrage in obigem Beispiel: Im Unterschied zu den obigen Lösungen entscheidet nun griechisches IPR über das Formstatut der Ehe. Dann würde die Ehe bestehen. Damit würde ein sog. hinkendes Rechtsverhältnis vermieden, da sowohl in Deutschland als auch in Griechenland die Ehe bestünde.
Auch die Mindermeinung will in besonderen Fällen jedoch selbständig anknüpfen. Dabei werden folgende Begriffe unterschieden:
- Teilfrage: Die Anknüpfungen des IPR sind oft sehr weit. So erfasst das Erbstatut auch die Erb- und Testierfähigkeit. Sind jedoch einzelne Regelungen, obwohl sie eigentlich einem weiteren Rechtsverhältnis zuzuordnen wären, einem Sonderstatut zugewiesen, ist unabhängig anzuknüpfen. So ist beispielsweise die Geschäftsfähigkeit in Art. 7 Abs. 1 EGBGB gesondert geregelt.
- Erstfrage: Taucht bereits in der deutschen Kollisionsnorm ein Rechtsbegriff auf, ist dieser selbständig anzuknüpfen.
Beispiel: Art. 19 Abs. 1 S. 3 EGBGB: „Ist die Mutter verheiratet […]“

### Rück- und Weiterverweisung(renvoi)

Funktionsweise des renvoi

Hat das deutsche Recht eine Rechtsordnung zur Lösung des Lebenssachverhaltes bestimmt, stellt sich die Frage, ob auch auf das Internationale Privatrecht oder lediglich auf das Sachrecht dieses Staates verwiesen wurde. Man unterscheidet deshalb Gesamtverweisungen und Sachnormverweisungen.
Eine Gesamtverweisung (auch renvoi) verweist auf das Recht eines anderen Staates unter Einschluss dessen nationalem Kollisionsrechtes. Die Gesamtnormverweisung wird daher auch als IPR-Verweisung bezeichnet. Sie stellt im deutschen IPR nach Art. 4 Abs. 1 S. 1 EGBGB die Regel dar. Verweist das ausländische IPR auf eine dritte Rechtsordnung, ist auch diese Rechtsordnung zu konsultieren (renvoi au second degré). Ob diese zweite Verweisung ebenfalls eine Gesamtnormverweisung darstellt, ist nicht vom deutschen IPR abhängig, sondern dem, welches die Weiterverweisung ausspricht. Eine Besonderheit besteht, wenn ein ausländisches Gericht bei eigener Zuständigkeit auch immer eigenes Recht anwenden würde: So enthalten in anglo-amerikanischen Ländern die Regeln zur eigenen internationalen Zuständigkeit (jurisdiction) auch eine Verweisung auf eigenes Recht. Nach herrschender Meinung hat das deutsche Gericht entsprechend bei deutscher Zuständigkeit deutsches Recht anzuwenden. Obwohl hier die Kollisionsnorm des ausländischen Rechts auf eigene Sachnormen verweist, verweist in diesem Fall das deutsche IPR sozusagen „spiegelbildlich“ ebenfalls auf das eigene Sachrecht. Man nennt dies einen versteckten renvoi.
Eine Sachnormverweisung verweist direkt auf Sachnormen einer anderen Rechtsordnung unter Ausschluss des fremden Kollisionsrechts und liegt nur vor, wenn das Gesetz es ausdrücklich vorsieht oder eine Gesamtnormverweisung dem Sinn der Verweisung widersprechen würde (Art. 4 Abs. 1 S. 1 EGBGB). Eine Sachnormverweisung wird generell für Formvorschriften angenommen.
Der rechtspolitische Sinn des renvoi ist nicht unumstritten; Länder wie Griechenland, Dänemark, Norwegen, Schweden und die meisten Staaten der USA machen von ihm keinen Gebrauch. Seine Befürworter halten ihn für geeignet, internationalen Entscheidungseinklang zu erzielen.

### Verweisung bei Rechtsspaltung
Verweist das deutsche IPR auf einen Mehrrechtsstaat, sind nach Art. 4 Abs. 3 EGBGB drei Szenarien möglich.
- Das deutsche Recht bestimmt bereits die maßgebende Teilrechtsordnung: Bezeichnet das deutsche Recht bereits die Teilrechtsordnung, findet diese Anwendung. Man nennt dies eine durchschlagende Anknüpfung (Beispiel: Anknüpfung an den gewöhnlichen Aufenthalt).
- Der Mehrrechtsstaat hat ein einheitliches interlokales Kollisionsrecht: Verweist das deutsche IPR auf einen Staat mit einheitlichem interlokalem Kollisionsrecht, findet dieses Anwendung. Dies ist etwa im spanischen Recht der Fall.
- Der Mehrrechtsstaat hat kein einheitliches interlokales Kollisionsrecht: Fehlt – wie beispielsweise in den Vereinigten Staaten – ein einheitliches interlokales Kollisionsrecht, enthält Art. 4 Abs. 3 S. 2 EGBGB eine Hilfsanknüpfung an das Recht des Teilstaats, zu dem die engste Verbindung besteht. Nach herrschender Meinung ist diese autonom zu bestimmen. Nach anderer Ansicht sind die Anknüpfungsgrundsätze des ausländischen Rechts heranzuziehen.

Entsprechend ist auch bei Staaten mit interpersonaler Rechtsspaltung zu verfahren.

### Bedingte Verweisung
Macht das deutsche Recht seine Verweisung davon abhängig, dass das ausländische Sachrecht zur Anwendung kommt, spricht man von einer bedingten Verweisung. Eine solche bedingte Verweisung enthält beispielsweise Art. 3a Abs. 2 EGBGB: Demnach findet im Erb- und Familienrecht für Vermögensgegenstände keine Verweisung statt, wenn die besagten Gegenstände sich in einem anderen Staat befinden und dort „besonderen Vorschriften“ unterliegen. Existieren im Belegenheitsstaat solche besonderen Vorschriften, kommen diese zur Anwendung; existieren diese nicht, kommt das Recht des Staates zur Anwendung, auf dessen Recht die Kollisionsnormen des deutschen Erb- und Familienrechts verweisen. Als „besondere Vorschriften“ gelten unstrittig die sachrechtlichen Regelungen des Höferechts (noch in Polen und Norwegen vorhanden). Nach ganz herrschender Meinung gilt dies aber auch dann, wenn auf kollisionsrechtlicher Ebene Besonderheiten, etwa Nachlassspaltung, bestehen. Einer Mindermeinung (Kegel, Schurig, Solomon) zufolge beschränkt sich die Norm jedoch auf sachrechtliche Besonderheiten politischer oder wirtschaftlicher Natur.

### Gesetzesumgehung
Ebenso wie im materiellen Recht gibt es auch im Kollisionsrecht die Möglichkeit der Gesetzesumgehung (fraus legis). Sie liegt vor, wenn
- eine Rechtsnorm ihrem Wortlaut nach erfüllt ist,
- eine umgangene Rechtsnorm ohne die Umgehung erfüllt wäre,
- eine Umgehungshandlung und
- (nach der herrschenden Meinung) eine Umgehungsabsicht vorliegen und
- die Umgehungshandlung rechtsmissbräuchlich (also verwerflich) ist.

Stellt das Gericht eine Gesetzesumgehung fest, wendet es die Vorschrift an, die umgangen werden sollten.
Die Gesetzesumgehung ist zunächst abzugrenzen von der prozessrechtlichen, zulässigen Möglichkeit, das international zuständige Gericht auszuwählen, dessen IPR das günstigste Sachrecht beruft (sog. Forum Shopping). Auch Sachverhalte, bei denen tatbestandlich eine nicht bestehende Anknüpfung simuliert wird (Beispiel: Fälschen eines Passes) sind keine Gesetzesumgehungen, sondern Probleme der Sachverhaltsaufklärung.
Beispiele (keine Gesetzesumgehung): Wechsel der Staatsangehörigkeit, Verlegung des Abschlussortes des Vertrages.
Beispiele (Gesetzesumgehung): Umgehung der Pflichtteilsrechte durch Verfügung unter Lebenden, Verkauf von Waren im Ausland unter Einschaltung eines ausländischen Strohmannes (sog. Gran-Canaria-Fälle).

### Anwendung ausländischen Rechtes
Nach ganz herrschender Meinung in Rechtsprechung und Lehre ist das Internationale Privatrecht von Amts wegen zu beachten und nicht nur dann, wenn die Parteien sich darauf berufen. Nach ständiger Rechtsprechung des Reichsgerichtes kann eine Entscheidung zugunsten der Anwendung des Rechts eines Staates auch dann nicht entfallen, wenn nach mehreren zur Entscheidung in Betracht kommenden Rechtsordnungen die Entscheidung des Gerichts unverändert bliebe. Diese Rechtsprechung wurde teilweise durch ein Urteil des Bundesgerichtshofes vom 28. Januar 1987 aufgehoben.
Für deutsches Recht gilt der Grundsatz iura novit curia, nach dem das Gericht das deutsche Recht „zu kennen hat“; dies gilt auch für Staatsverträge und internationales Einheitsrecht. Hat ein deutsches Gericht ausländisches Recht anzuwenden, ist der Richter nach § 293 ZPO verpflichtet, das ausländische Recht (im Freibeweis) zu ermitteln. In der gerichtlichen Praxis geschieht dies meist durch Gutachten. Die Parteien sind dabei zur Mitwirkung verpflichtet, insbesondere, wenn sie selbst unkomplizierten Zugang zu entsprechenden Quellen haben. Das Gericht darf sich nicht auf die Ermittlung des Wortlautes des ausländischen Rechts beschränken, sondern muss versuchen, auch die Rechtspraxis des ausländischen Rechts zu ermitteln.
Für die Revision galt bislang, dass diese nach § 545 Abs. 1 ZPO nicht auf die Verletzung ausländischen Rechts gestützt werden kann. Ob nach der Änderung des Paragraphen zum 1. September 2009 nun auch ausländisches Recht revisibel ist, hat der BGH explizit offen gelassen. In der Literatur ist die Frage umstritten.
Ist der Inhalt des ausländischen Rechts nicht festzustellen, findet nach Ansicht des Bundesgerichtshofes das deutsche Recht Anwendung. Die herrschende Lehre hält dies für ungeeignet, da zwischen deutschem Recht und dem nicht feststellbaren Recht oft große Unterschiede bestünden. Stattdessen wird die Anwendung des wahrscheinlichen Inhalts des ausländischen Rechtes oder die Anwendung eines durch Hilfsanknüpfung berufenen Rechts erwogen.

### Ordre public
Die Verweisung auf ein unbekanntes Sachrecht (Leo Raape spricht vom „Sprung ins Dunkle“) kann dazu führen, dass Sachnormen berufen werden, deren Anwendung wesentlichen Grundsätzen des deutschen Rechts zuwiderläuft. Als Korrektiv erlaubt Art. 6 EGBGB unter bestimmten Umständen, eine solche Norm nicht anzuwenden. Man nennt dies den Vorbehalt des ordre public (franz. ordre public, öffentliche Ordnung). Der ordre public kann in einer positiven und einer negativen Funktion auftreten: Die negative Funktion dient der Abwehr ausländischer Normen, indem diese nicht angewandt werden; die positive Funktion erlaubt, inländische zwingende Normen anzuwenden, obwohl grundsätzlich ein anderes Recht berufen wäre. Die positive Funktion erscheint meist in Form von Eingriffsnormen. Teilweise enthalten auch einzelne Kollisionsnormen des EGBGB eine besondere Vorbehaltsklausel (z. B. Art. 13 Abs. 2 EGBGB, Art. 17b Abs. 4 EGBGB, Art. 40 Abs. 3 EGBGB).
Für das Eingreifen des ordre public-Vorbehalts muss zunächst ein tragender Grundsatz der inländischen Rechtsordnung festgestellt werden. Ob die ausländische Sach- oder Kollisionsnorm gegen den inländischen Rechtsgrundsatz verstößt ist nicht anhand einer abstrakten Prüfung der Norm, sondern am Ergebnis ihrer Anwendung im konkreten Fall auszumachen. Ist dieses Ergebnis mit dem festgestellten Grundsatz offensichtlich unvereinbar findet die Norm keine Anwendung. Eine Verletzung inländischer Rechtsgrundsätze ist nach Art. 6 S. 2 EGBGB immer anzunehmen, wenn deutsche Grundrechte verletzt werden.
Beispiele für Verstöße: Unverjährbarkeit einer Forderung, Mehrehe, Unmöglichkeit der Ehescheidung.
Als ungeschriebene Voraussetzung des ordre public ist der Inlandsbezug anerkannt. Der Inlandsbezug verhält sich dabei relativ zur Bedeutung des deutschen Rechtsgrundsatzes: Je enger der Inlandsbezug umso weniger wird die Abweichung von deutschen Rechtsgrundsätzen toleriert. Man nennt dies Relativität des ordre public. Ferner findet der ordre public dann nicht zwingend Anwendung, wenn der ordre public-widrige Zustand bereits im Ausland begründet wurde und daraus lediglich Rechtsfolgen in Deutschland abgeleitet werden (effet atténué des ordre public).
Wird die ausländische Norm nicht angewandt, stellt sich die Frage, welche Rechtsnorm an ihrer Stelle den Sachverhalt zu lösen hat. In Betracht kommt, die Rechtsnorm durch eine deutsche Rechtsnorm zu ersetzen, eine vergleichbare Regelung des ausländischen Rechts anzuwenden oder eine neue Norm zu schaffen, die an der Grenze des vom deutschen ordre public noch Erlaubten liegt.
Beispiel (nach OLG Zweibrücken NJW-RR 2002, S. 581): M und F sind Eheleute libanesischer Staatsangehörigkeit. Sie sind Muslime schiitischer Richtung. Die Frau F will von M, der seit fünf Jahren eine Haftstrafe verbüßt, geschieden werden, da er ihrer Schilderung nach sexuelle Beziehungen mit einer Vielzahl von Frauen unterhalten habe und ihr unter Verwendung wüster Beschimpfungen Verhältnisse mit anderen Männern vorgeworfen habe. Ihre Ehe wurde 1982 im Libanon geschlossen, seit mehr als 10 Jahren leben sie in Deutschland. M widersetzt sich der Scheidung.
Nach Art. 17 Abs. 1 S. 1 iVm Art. 14 Abs. 1 Nr. 1 EGBGB ist libanesisches Recht anwendbar. Nach Art. 4 Abs. 1 S. 1 ist nun libanesisches IPR zu prüfen, das hier auf libanesisches Recht verweist. Allerdings ist nun nach Art. 4 Abs. 3 S. 1 EGBGB zusätzlich libanesisches interpersonales Privatrecht zu beachten, d. h. es gelten im Familienrecht die Regeln der jeweiligen Religionsgemeinschaft. Danach gilt die Religionszugehörigkeit des Mannes, hier also muslimisch-schiitisches Recht. Ein Verstoß gegen Art. 3 GG (Gleichheit von Mann und Frau) besteht hierin noch nicht, da für den ordre public nur die Anwendung der ausländischen Norm im Ergebnis entscheidend ist. Für die Scheidung ist Art. 337 des Gesetzes vom 16. Juli 1962 zur Regelung der sunnitischen und dschafaritischen Gerichtsbarkeit nicht anwendbar, wenn dieses – was hier der Fall ist – gegen die dschafaritische Lehre verstößt. Es gilt somit für Schiiten die talaq-Scheidung nach dem Koran: Der Mann kann die Frau ohne ihr Einverständnis verstoßen, die Frau dagegen die Scheidung nur bei Impotenz des Mannes durchsetzen. Da F hier sexuelle Beziehungen des M mit anderen Frauen vorbringt, scheidet diese Möglichkeit aus: Für F besteht keine Scheidungsmöglichkeit. Dieses Ergebnis ist nun am Maßstab des deutschen ordre public zu überprüfen. Verletzter Grundsatz ist nach Art. 6 S. 2 EGBGB die Verletzung eines Grundrechts – die Gleichberechtigung von Mann und Frau nach Art. 3 Abs. 2 GG. Zu beantworten bleibt, welche Regelung an die Stelle des libanesischen Rechts tritt. Vorstellbar wäre, deutsches Recht anzuwenden (so das OLG Zweibrücken) und die Ehe nach § 1565 BGB zu scheiden. Ebenfalls wäre es jedoch denkbar, die Lücke dadurch zu schließen, dass der Frau die gleiche Scheidungsmöglichkeit wie einem Mann nach libanesischem Recht gegeben würde.

## Besonderer Teil

### Personenrecht und Rechtsgeschäfte (Art.7–12 EGBGB)

#### Rechts- und Geschäftsfähigkeit, Namensrecht
Die Rechtsfähigkeit bestimmt sich nach Art. 7 Abs. 1 EGBGB für natürliche Personen nach ihrem Heimatrecht. Einige Rechtsordnungen machen die Lebensfähigkeit (das spanische Recht auch „menschliche Gestalt“) zur Voraussetzung der Rechtsfähigkeit. Nach Art. 7 wird auch das Ende der Rechtsfähigkeit beurteilt, Art. 9 S. 1 EGBGB enthält daneben eine Anknüpfung für  gesetzliche Vermutung über die Todeserklärung. S. 2 macht jedoch die deutsche Todeserklärung maßgeblich, wenn daran „ein berechtigtes Interesse besteht.“
Die Geschäftsfähigkeit wird ebenfalls nach dem Heimatrecht beurteilt (Art. 7 Abs. 1 EGBGB). Tritt durch Eheschließung eine Erweiterung der Geschäftsfähigkeit ein, ist dies nach Art. 7 Abs. 1 S. 2 EGBGB ebenfalls nach dem Heimatrecht, nicht nach dem Ehestatut zu bestimmen. Die Folgen mangelnder Geschäftsfähigkeit sind nach ganz herrschender Meinung ebenfalls nach Art. 7 Abs. 1 EGBGB zu beurteilen; eine Mindermeinung stellt auf das Wirkungsstatut ab. Ein Statutenwechsel führt nicht zum Wegfall der Geschäftsfähigkeit (Art. 7 Abs. 2 EGBGB, semel maior, semper maior). Die Regel ist dem Wortlaut nach auf Deutsche beschränkt, wird jedoch allseitig ausgebaut. Zum Schutz der Geschäftspartner eines nach (hypothetischem) inländischem Recht Geschäftsfähigen, nach Heimatrecht jedoch Geschäftsunfähigen kann sich der Geschäftsunfähige auf die Vorschriften seines Heimatrechts nach Art. 12 EGBGB nur berufen, wenn dem Geschäftspartner mindestens fahrlässige Unkenntnis diesbezüglich vorzuwerfen ist. Den Geschäftspartner trifft keine Erkundigungspflicht bezüglich der Staatsangehörigkeit und Geschäftsfähigkeit des Geschäftsunfähigen. Sogar die positive Kenntnis der fremden Staatsangehörigkeit schadet ihm nicht.
Nach Art. 10 Abs. 1 EGBGB wird seit dem 1. Mai 2025 das Namensrecht desjenigen Staates angewandt, in dem die Person ihren gewöhnlichen Aufenthalt hat.

#### Form von Rechtsgeschäften
Nach Art. 11 Abs. 1 EGBGB ist für die Form von Rechtsgeschäften alternativ an das Geschäftsrecht (lex causae) oder das Ortsrecht (lex loci actus) anzuknüpfen. Bei Verweis auf bloße Formvorschriften ist eine Sachnormverweisung anzunehmen. Für Distanzgeschäfte verstärkt Art. 11 Abs. 2 EGBGB den favor negotii: Es genügt für die Formwirksamkeit beider Willenserklärungen, wenn dem Recht eines der Vertragspartner entsprochen wird. Bei Geschäften mit Stellvertretern ist auf dessen Aufenthalt abzustellen (Art. 11 Abs. 3 EGBGB).

#### Stellvertretung
Die gesetzliche Stellvertretung ist nach den einschlägigen speziellen (vor allem familienrechtlichen) Statuten zu beurteilen. Für die gewillkürte Stellvertretung existiert keine gesetzliche Regelung. Abzugrenzen sind
- Vertretergeschäft: Das vom Vertreter vorgenommene Geschäft (etwa ein Kaufvertrag) unterliegt (soweit nicht UN-Kaufrecht Vorrang hat) dem Vertragsstatut.
- Zugrundeliegendes Rechtsgeschäft: Das dem Tätigwerden des Vertreters zugrunde liegende Geschäft (etwa ein Dienst- oder Werkvertrag) unterliegt ebenfalls dem Vertragsstatut.
- Bevollmächtigung: Nach einer Mindermeinung ist auf das Statut des Vertretergeschäfts abzustellen.[47] Die ganz herrschende Meinung lehnt dies jedoch ab und bildet ein eigenständiges Vollmachtsstatut. An welches Merkmal dieses anzuknüpfen ist auch wiederum umstritten:
  - Gewöhnlicher Aufenthalt des Geschäftsherrn: Eine Mindermeinung sieht die Interessen des Geschäftsherrn als maßgeblich an und will auf dessen gewöhnlichen Aufenthalt abstellen.[48]
  - Wirkungsland: Die Rechtsprechung knüpft dagegen an das Recht des Staates an, in dem die Vollmacht nach dem Willen des Vollmachtgebers ihre Wirkung entfalten soll (BGHZ 64, 183).[49]
  - Gebrauchsort: Die herrschende Lehre hält das Recht des Staates für geeignet, in dem die Vollmacht tatsächlich ausgeübt wird.[49]

Bei berufsmäßigen Vertretern wird meist an die geschäftliche Niederlassung des Vertreters, hilfsweise an den Sitz des Geschäftsherrn angeknüpft. Allgemein wird eine Ausnahme von diesen Anknüpfungen bei Verfügungsgeschäften über Grundstücke angenommen und die lex rei sitae angewandt.

#### Juristische Personen
Das Internationale Gesellschaftsrecht entbehrt einer gesetzlichen Regelung zur Bestimmung des Personalstatuts von Gesellschaften. Die herrschende Literatur und höchstgerichtliche Rechtsprechung unterstellt im Namen der Verkehrsinteressen Gesellschaften stets den tatsächlichen Sitz der Hauptverwaltung (Sitztheorie). Dem steht die liberale Gründungstheorie gegenüber (so Jan Kropholler). Diese will Gesellschaften nach dem Recht beurteilen, nach dem sie gegründet wurden. In europarechtlichem Kontext hat sich die Gründungstheorie durchgesetzt: Infolge der Centros-Entscheidung hat der EuGH auf Vorlage des BGH in der Überseering-Entscheidung erkannt, dass es der Niederlassungsfreiheit zuwiderläuft, wenn eine Gesellschaft ihren tatsächlichen Sitz nicht nach Deutschland verlegen kann, ohne ihre Rechtspersönlichkeit nach dem Gründungsrecht zu verlieren (EuGHE 2002 I, 9919). Dagegen ist die Verlegung des Sitzes einer nach Recht eines Mitgliedstaats gegründeten Gesellschaft in einen anderen Mitgliedstaat ohne Änderung des für sie maßgeblichen Rechts Sache des Mitgliedstaats und berührt die Niederlassungsfreiheit nicht (Cartesio-Entscheidung): Verlangt das Recht des Gründungsstaates die Auflösung der Gesellschaft, die ihren Sitz in einen anderen Mitgliedstaat verlegt, ist das eine Frage nationalen Rechts.

### Familienrecht (Art.13–24 EGBGB)

#### Eherecht
Die sachlichen Voraussetzungen der Eheschließung unterliegen nach Art. 13 EGBGB dem Heimatrecht jedes Verlobten. Zu den Ehevoraussetzungen zählen beispielsweise die Ehemündigkeit und das Fehlen von Ehehindernissen. Man unterscheidet zwischen
- einseitigen Ehevoraussetzungen und
- zweiseitigen Ehevoraussetzungen.

Einseitige Ehevoraussetzungen müssen nur nach dem Recht des jeweiligen Verlobten gegeben sein, zweiseitige Ehevoraussetzungen zum Zeitpunkt der Eheschließung nach dem Recht beider Verlobter.
Beispiel: Eine ledige Deutsche möchte einen verheirateten Jordanier heiraten.
Nach dem Heimatrecht des verheirateten Jordaniers ist die Eheschließung trotz bestehender Ehe möglich. Allerdings wird das Verbot der Doppelehe nach § 1306 BGB als zweiseitiges Ehehindernis ausgelegt; demzufolge darf für beide künftigen Ehepartner keine Ehe bestehen.
Nach § 1309 BGB besteht das Erfordernis eines Ehefähigkeitszeugnisses. Dies besteht auch bei ausländischem Eheschließungsstatut. Nach § 1309 Abs. 2 BGB kann davon befreit werden.
In Ausnahmefällen kann nach Art. 13 Abs. 2 EGBGB deutsches Recht für die Ehevoraussetzungen anwendbar sein. Diese Fassung des Art. 13 geht auf einen Beschluss der Bundesverfassungsgerichtes von 1971 zurück (BVerfGE 31, S. 58); nach damaligem Recht war die Ehe nicht möglich, wenn, wie beispielsweise Spanien, das Heimatrecht ein deutsches Scheidungsurteil nicht anerkannte und somit das Ehehinders der Doppelehe bestand.
Für die Form der Eheschließung gilt nach Art. 13 Abs. 3 EGBGB, dass die Ehe in Deutschland nur nach den Formvorschriften der §§ 1310 bis 1312 BGB geschlossen werden kann. Für die Eheschließung im Ausland gelten die allgemeinen Regeln des Art. 11 EGBGB. Dies gilt auch für die sog. Handschuhehe, d. h. die Ehe durch Stellvertreter.
Das Recht der allgemeinen Ehewirkungen wird in Art. 14 EGBGB bestimmt. Ausgenommen von seinem Regelungsbereich sind Regelungsgebiete, die eine eigene Regelung erfahren haben:
- Ehegüterrecht (Art. 15 EGBGB)
- Unterhaltsrecht (Art. 18 EGBGB)
- Namensrecht (Art. 10 EGBGB)

Das anwendbare Recht wird in Art. 14 Abs. 1 EGBGB nach objektiven, abgestuften, subsidiären Anknüpfungen (sog. Kegelsche Leiter) bestimmt. Art. 14 Abs. 2 EGBGB lässt unter bestimmten Umständen auch die Rechtswahl zu.
Die güterrechtlichen Wirkungen der Ehe unterliegen dem Ehewirkungsstatut des Art. 14 EGBGB. Art. 15 Abs. 2 EGBGB lässt eine eigenständige eingeschränkte Rechtswahl zu. Die drittschützenden Normen des deutschen Rechts (negative Publizität des Güterrechtsregisters nach § 1412 BGB) finden nach Art. 16 EGBGB auch auf ausländische Güterstände, soweit der Ehegatte seinen gewöhnlichen Aufenthalt im Inland hat oder ein Gewerbe betreibt.
Nach Art. 17 EGBGB unterlag die Scheidung bis zum 20. Juni 2012 dem Ehewirkungsstatut des Art. 14 EGBGB. Maßgeblich war damit auch hier die Staatsangehörigkeit der Ehegatten. Dies hat sich durch das Gültigwerden der Rom-III-Verordnung (Verordnung Nr. 1259/2010/EU) zum 21. Juni 2012 geändert – abzustellen ist nach Art. 8 dieser Verordnung nun primär auf den (gewöhnlichen) Aufenthaltsort der Ehegatten. Möglich bleibt aber die Rechtswahl (vgl. Art. 5 der Verordnung). Weiterhin deutsches Sachrecht ist dann aber anzuwenden, wenn das verwiesene Recht eine Scheidung nicht vorsieht oder aber die Rechte der Ehegatten hierbei ungleich verteilt sind (vgl. Art. 13 der Rom-III-Verordnung).
Für das Verlöbnis enthält das EGBGB keine Kollisionsregeln. Für das Zustandekommen gelten die Vorschriften über die Ehe (Art. 13 Abs. 1 und 2 EGBGB und Art. 11 Abs. 1 EGBGB) entsprechend. Nach herrschender Lehre werden die Ansprüche aus Verlöbnisbruch entsprechend Art. 14 EGBGB behandelt.
Auch die nichteheliche Lebensgemeinschaft hat keine besondere Regelung erfahren. Art. 17b EGBGB gilt nur für eingetragene homosexuelle Lebenspartnerschaften. Zum Teil wird seine analoge Anwendung auf eingetragene heterosexuelle Partnerschaften erwogen. Nach hM finden im Übrigen die familienrechtlichen Kollisionsnormen analog auf die nichteheliche Lebensgemeinschaft Anwendung. Handelt es sich lediglich um eine lockere Beziehung, ist an eine einfache schuldrechtliche Qualifikation zu denken.

#### Unterhaltsrecht
In Übernahme der Art. 4–10 des Haager Übereinkommens über das auf Unterhaltspflichten anzuwendende Recht vom 2. Oktober 1973 (BGBl. 1986 II S. 825, 826) bestimmt Art. 18 EGBGB durch eine Anknüpfungskaskade das für Unterhaltsansprüche anwendbare Recht. Die vielen subsidiären Anknüpfungsmomente dienen der Begünstigung des Unterhaltsberechtigten (favor alimenti).

#### Kindschaftsrecht
In Kindschaftssachen kommt dem Verfahrensrecht eine bedeutende Rolle zu: Die meisten internationalen Übereinkommen erklären nämlich die lex fori für anwendbar. Mit der Entscheidung über die Zuständigkeit ist somit meist die Entscheidung über das anwendbare Recht gefallen. In der Praxis führt dies dann zu Problemen, wenn ein nicht alleine Sorgeberechtigter das Kind in ein Land entführt, das eine ihm günstige Sorgerechtsregelung enthält (Problem des legal kidnapping).
→ Haager Minderjährigenschutzabkommen
→ Haager Kinderschutzübereinkommen
→ Verordnung (EG) Nr. 2201/2003 (EuEheVO)
→ Haager Übereinkommen über die zivilrechtlichen Aspekte internationaler Kindesentführung
→ Europäisches Sorgerechtsübereinkommen
Die Abstammung kann nach Art. 19 EGBGB nach drei Rechtsordnungen bestimmt werden:
- dem Recht des Staates des gewöhnlichen Aufenthaltes des Kindes
- dem Heimatrecht des betroffenen Elternteils
- dem Ehewirkungsstatut (Art. 14 Abs. 1 EGBGB), wenn die Mutter verheiratet ist. Das Bestehen einer Ehe ist dabei als Vorfrage zu behandeln.

Der maßgebliche Zeitpunkt der Bestimmung ist umstritten; nach herrschender Meinung ist auf den Zeitpunkt der Geburt abzustellen. Der renvoi findet nicht statt: Ziel der Verweisungen ist es, dem Kind eine möglichst große Zahl an Rechtsordnungen zur Verfügung zu stellen. Würde durch den renvoi diese Zahl verringert, widerspräche dies dem Sinn der Verweisung.
Die Wirkungen des Eltern-Kind-Verhältnisses umfassen die elterliche Sorge. Sie unterliegen nach Art. 21 EGBGB dem Recht des Staates des gewöhnlichen Aufenthaltes des Kindes. Verlegt das Kind seinen gewöhnlichen Aufenthalt, ändert sich dieses Recht. Nach herrschender Meinung sind Rück- und Weiterverweisung zu beachten.
Für die Adoption ist das Haager Übereinkommen über den Schutz von Kindern und die Zusammenarbeit auf dem Gebiet der internationalen Adoption nach Art. 3 EGBGB vorrangig anzuwenden. Im autonomen Recht gilt: Nimmt ein Einzelner eine Person als Kind an, so unterliegt diese nach Art. 22 EGBGB dessen Heimatrecht zum Zeitpunkt der Adoption; bei Ehegatten findet das Ehewirkungsstatut des Art. 14 EGBGB Anwendung. Ungeachtet des Gesetzwortlautes („Kind“) gelten diese Regeln auch bei der Erwachsenenadoption. Der Anwendungsbereich schließt die Zulässigkeit, Voraussetzungen und Wirkungen der Adoption ein. Handelt es sich um die Anerkennung einer ausländischen Dekretadoption, d. h. der Adoption durch Entscheidung einer Behörde, ist der Vorrang des Verfahrensrechts zu beachten: Die Wirksamkeit der Adoption beurteilt sich also nicht nach den materiellen Voraussetzungen des Adoptionsstatuts; stattdessen ist zu prüfen, ob die Entscheidung der ausländischen Behörde nach § 109 FamFG anzuerkennen ist.
Steht das Erbrecht eines Adoptivkindes in Frage, so ist zunächst nach das Erbstatut nach Art. 25 festzustellen. Kommt es nach diesem auf ein Verwandtschaftsverhältnis an, ist als Vorfrage zu prüfen, ob die Adoption überhaupt wirksam bzw. anerkennungsfähig ist. Die erbrechtlichen Folgen der Adoption sind mit der Wirksamkeit der Adoption jedoch noch nicht entschieden. Deshalb kommt es nun darauf an, ob die Adoption ausreichende Verwandtschaftsverhältnisse schafft, um eine Erbenstellung herbeizuführen. Ob dies dem Erbstatut oder dem Adoptionsstatut unterliegt, war lange Zeit eine streitige Qualifikationsfrage. Durch Art. 22 Abs. 2 EGBGB ist nunmehr entschieden, dass die Auswirkungen der Adoption auf die Verwandtschaftsverhältnisse dem Adoptionsstatut unterliegen. Wenn etwa nach dem Adoptionsstatut keine Verwandtschaft zu den Angehörigen des Adoptierenden entsteht (sog. schwache Adoption), kann kein Erbrecht begründet werden.
Beispiel: Der kinderlose Deutsche E stirbt ohne ein Testament zu hinterlassen in Österreich. K wurde vom (verstorbenen) österreichischen Bruder des E adoptiert.
Erbstatut ist deutsches Recht (Art. 25 Abs. 1 EGBGB). Demnach erben nach § 1925 die Abkömmlinge. Deshalb ist als Vorfrage die Wirksamkeit der Adoption nach Art. 22 Abs. 1 S. 2 EGBGB zu klären. Ist diese wirksam, entscheidet das österreichische Adoptionsstaut (Art. 22 Abs. 2 EGBGB), ob durch die Adoption nicht nur Verwandtschaft zum Adoptierenden, sondern auch zu dessen Verwandten begründet wird.

### Erbrecht (Art.25–26 EGBGB)
Seit dem 17. August 2015 richtet sich das auf die Rechtsnachfolge von Todes wegen anzuwendende Recht in Deutschland unmittelbar nach der EU-Erbrechtsverordnung (ErbVO) und dem Gesetz zum Internationalen Erbrecht und zur Änderung von Vorschriften zum Erbschein sowie zur Änderung sonstiger Vorschriften vom 29. Juni 2015.

### Vertragliche Schuldverhältnisse (Rom I-VO)
Im Rahmen seines Anwendungsbereiches, Kauf- und Werklieferungsverträge, hat das UN-Kaufrecht als internationales Einheitsrecht nach Art. 3 Nr. 2 EGBGB Vorrang. Für alle anderen vertraglichen Schuldverhältnisse gilt seit 17. Dezember 2009 die Verordnung (EG) Nr. 593/2008 (Rom I). Die Art. 27–37 EGBGB wurden aufgehoben. Einzig Art. 29a EGBGB blieb erhalten und wurde nach Art. 46b EGBGB verschoben. Das anwendbare Recht kann zwar nach Art. 3 Rom I-VO grundsätzlich frei gewählt werden. Das gewählte Vertragsstatut wird aber in einzelnen Bereichen gemäß Art. 46b EGBGB überlagert. Dazu muss zunächst eine der in Abs. 3 genannten Verbraucherschutzrichtlinien (Schutz vor AGB, Teilzeitwohnrecht, Fernabsatzvertrag etc.) sachlich erfasst sein. Der persönliche Anwendungsbereich der Norm ist eröffnet, wenn eine Partei Verbraucher ist; nicht notwendig ist, dass der Vertragspartner des Verbrauchers Gewerbetreibender ist. Räumlich muss ein enger Zusammenhang mit einem Mitgliedsstaat bestehen. Sind die Voraussetzungen erfüllt, wird der Vertrag ungeachtet der Rechtswahl nach den Verbraucherschutznormen des jeweiligen EU-Mitgliedsstaates (in Deutschland z. B. §§ 305 ff. BGB) überprüft.

### Gesetzliche Schuldverhältnisse (Rom II-VO, Art.38–42 EGBGB)

#### Bereicherungsrecht
Anwendungsvorrang hat nach Art. 3 Nr. 1 lit. a) EGBGB EU-Recht
Ansprüche aus Bereicherungsrecht unterliegen nach Art. 38 Abs. 1 EGBGB für die Leistungskondiktion dem Recht, das auf das zugrundeliegende Rechtsverhältnis anzuwenden ist. Für Schuldverträge folgt dies bereits aus der lex specialis des Art. 32 Abs. 1 Nr. 5 EGBGB. Die Eingriffskondiktion unterliegt nach Art. 38 Abs. 2 EGBGB dem Recht des Staates, wo der Eingriff geschehen ist. Dies fördert den Gleichklang mit der Abwicklung deliktischer Ansprüche. Eingriffsort ist der Ort, an dem die Verletzung der Rechtsposition des Betroffenen erfolgt ist. Nach herrschender Meinung findet (wie im Deliktsrecht) das Ubiquitätsprinzip Anwendung. In allen anderen Bereicherungskonstellationen wird nach Art. 38 Abs. 3 EGBGB an den Ort angeknüpft, an dem die Bereicherung eingetreten ist.
Nach Art. 41 Abs. 2 EGBGB ermöglicht im Einzelfall die Anknüpfung einer Eingriffskondiktion an das Vertragsstatut oder den gemeinsamen Aufenthaltsort von Be- und Entreichertem. Ferner ist nach Art. 42 EGBGB die Rechtswahl möglich; über den Wortlaut hinaus auch vor Eintritt des Ereignisses.

#### Geschäftsführung ohne Auftrag
Anwendungsvorrang hat nach Art. 3 Nr. 1 lit. a) EGBGB EU-Recht
Die Geschäftsführung ohne Auftrag wird nach Art. 39 EGBGB an das Recht des Staates angeknüpft, wo das Geschäft vorgenommen wurde (Vornahmeort). Fallen Handlungs- und Erfolgsort ausnahmsweise auseinander, findet nach herrschender Meinung das Erfolgsortrecht Anwendung. Wurde das Geschäft an verschiedenen Ort vorgenommen ist nach herrschender Meinung das Recht des Staates angewandt, wo die Geschäftsführung begann, da dieses Recht manipulationssicher sei. Eine Gegenansicht opfert diese Rechtssichert einer einzelfallbezogenen Schwerpunktprüfung.
Für Wichtige praktische Anwendungsfälle der GoA in internationalrechtlichem Kontext gelten jedoch Ausnahmen: Zum einen Hilfeleistungen in Seenot: Problematisch ist dessen Anknüpfung bei Hilfeleistungen auf hoher See; der Anwendungsbereich des Internationalen Übereinkommens von 1989 über Bergung ist begrenzt. Eine klare Meinung zugunsten des Rechts des rettenden oder geretteten Schiffes hat sich in der Literatur noch nicht herausgebildet. Zum anderen wird die Tilgung fremder Verbindlichkeiten abweichend von Art. 39 Abs. 2 EGBGB akzessorisch an das auf die Verbindlichkeit anwendbare Recht angeknüpft.
Zur Auflockerung dieser Anknüpfungen besteht nach Art. 41 Abs. 2 EGBGB die Möglichkeit akzessorisch an das Vertragsstatut oder den gemeinsamen gewöhnlichen Aufenthalt anzuknüpfen.

#### Unerlaubte Handlung
Anwendungsvorrang hat nach Art. 3 Nr. 1 lit. a) EGBGB EU-Recht
Der Begriff der unerlaubten Handlung ist im IPR weiter als im materiellen Recht: Er erfasst das gesamte außervertragliche Schadenshaftung einschließlich der Gefährdungshaftung, Aufopferung sowie – umstritten – der culpa in contrahendo. Die US-amerikanischen punitive damages und die französische astreinte unterfallen allerdings, soweit sie Straf- oder Präventionszwecke verfolgen, jedoch nicht dem Deliktsrecht.
Tradierter Ansicht folgend werden Ansprüche aus unerlaubter Handlung (Art. 40 EGBGB) an das Recht des Handlungsortes angeknüpft, die lex loci delicti. Ohne weiteres lässt sich diese Regel bei sog. Platzdelikten anwenden, bei denen Handlung und Erfolg am selben Ort eintreten. Bei Distanzdelikten – Handlungs- und Erfolgsort sind voneinander entfernt – gilt das Ubiquitätsprinzip: Im deutschen Recht wird dies durch eine Optionsmöglichkeit für das Recht des Erfolgsortes nach Art. 40 Abs. 1 S. 3 EGBGB verwirklicht. Dieses Bestimmungsrecht kann jedoch nur bis zum Ende des ersten frühen Termines (§ 275 ZPO) oder des schriftlichen Vorverfahrens (§ 276 ZPO) ausgeübt werden.
Handlungsort ist der Ort, an dem die „willensabhängige Tätigkeit, welche als Gefährdung eines rechtlich geschützten Interesses an die Außenwelt tritt“. Vorbereitungshandlungen sind nicht beachtlich. Die herrschende Meinung bestimmt den Erfolgsort, als den Ort, an dem das durch die Deliktsnorm geschützte Gut tatsächlich verletzt worden ist. Später eintretende Verletzungsfolgen sind hierfür ohne Bedeutung. Umstritten ist, auf welchen Ort bei Persönlichkeitsverletzungen abzustellen ist: Einer Ansicht zufolge soll das jeweils günstigste Erfolgsortrecht Anwendung finden, nach anderer der Schwerpunkt der Persönlichkeitsrechtverletzung, nach wieder anderer nach dem jeweils betroffenen Umweltrecht (Mosaikbetrachtung). Bei Borddelikten auf Schiffen oder Flugzeugen ist das Recht des Heimathafens, nach anderer Ansicht das Recht der Flagge ausschlaggebend.
Beispiel: Auf der Homepage einer deutschen Zeitung mit Sitz in Berlin werden in englischer und deutscher Sprache ehrrührige Äußerungen über einen bekannten Sportstar mit Wohnsitz in den USA verbreitet. Der Text wurde von einem Korrespondenten der Zeitung in Kanada verfasst.
Die Rom II Verordnung ist nach Art. 1 Abs. 2 lit. g Rom II-VO nicht anwendbar, somit gilt das EGBGB. Bei Delikten im Internet ist das Erstellen der Seite bloße – irrelevante – Vorbereitungshandlung; kanadisches Recht scheidet somit aus. Handlungsort ist der Ort, an dem die Seite eingespeist wurde; das ist hier Berlin als „Verhaltenszentrale“ des Verlags, womit deutsches Recht anwendbar ist. Unbeachtlich ist nach herrschender Meinung besonders der Serverstandort, da dieser zu manipulationsanfällig ist. Das Erfolgsrecht ist streitig: Ihm stünde nach einer Ansicht das günstigste Recht zu, nach der Mosaikbetrachtung könnte im Falle eines berühmten Sportstars praktisch anteilsmäßig nach sämtlichen Rechten der Welt Schadensersatz verlangt werden. Die wohl herrschende Meinung stellt deshalb auf den gewöhnlichen Aufenthalt ab, da dort die „soziale Identität“ des Betroffenen tatsächlich geschädigt sei, hier also US-amerikanisches Recht.
Nach Art. 40 Abs. 2 EGBGB wird diese Anknüpfung jedoch aufgelockert, wenn Schädiger und Geschädigter einen gemeinsamen gewöhnlichen Aufenthalt haben. Als Ausnahme von der Grundanknüpfung des Art. 40 Abs. 1 und der Auflockerungsregel in Art. 40 Abs. 2 EGBGB besteht in Art. 41 EGBGB eine Ausweichklausel: So kann nach Abs. 2 Nr. 1 besonders bei bestehender vertraglicher oder familiärer Verbindung akzessorisch angeknüpft werden, und so die Betrachtung eines zusammenhängenden Sachverhalts nach demselben Recht gewährleistet werden. Ferner wird über die Ausweichklausel des Art. 41 die Anknüpfung der Staatshaftung an das Recht des Amtsstaates vollzogen. Schließlich lässt Art. 42 EGBGB die nachträgliche Rechtswahl zu.
Art. 40 Abs. 3 konkretisiert die ordre-public-Klausel des Art. 6. Dies betrifft besonders die punitive damages des US-amerikanischen Rechtes. Die Beachtlichkeit des renvois ist umstritten. Trotz Unterscheidungen in Details ist im Internationalen Deliktsrecht nach herrschender Meinung meist von einer Sachnormverweisung auszugehen.

### Sachenrecht (Art.43–46 EGBGB)

#### Grundsätzliche Anknüpfung
Für Rechte an Sachen gilt der Grundsatz der lex rei sitae: Sachenrechtliche Fragen sind nach dem Recht des Staates zu beurteilen, in dem die Sache belegen ist. Dies gilt für bewegliche und unbewegliche Sachen. Damit wird den Verkehrsinteressen am besten entsprochen und der Rechtsverkehr muss nicht mit dem inländischen Recht unbekannten Belastungen der Sache rechnen. Bei Immobilien wird so auch häufig Gleichlauf zwischen gerichtlicher Zuständigkeit und anwendbarem Recht erreicht. Ist der aktuelle Lageort der Sache unbekannt, entscheidet deren letzter bekannter Lageort. Nach herrschender Meinung ist eine Rechtswahl ausgeschlossen. Die Ausweichklausel des Art. 46 EGBGB lässt ausnahmsweise die Anwendung eines anderen Rechts zu, wenn zu diesem eine wesentlich engere Verbindung besteht. Dies wird meist dann diskutiert, wenn am Lageort keine Verbindungen zu Dritten bestehen.

#### Anwendungsbereich des Sachenrechtsstatutes
Sache wird wie im materiellen Recht nach § 90 BGB definiert. Bei Wertpapieren unterliegt nur das Recht am Papier dem Sachenrechtsstatut (lex cartae sitae). Das verbriefte Recht ist nach dem Wertpapierrechtsstatut zu beurteilen. Das ermittelte Sachenrecht bestimmt die zulässigen Arten und den Inhalt dinglicher Rechte.
Beispiel: Das deutsche Recht kennt mit dem Sicherungseigentum eine besitzlose Mobiliarsicherheit. Das österreichische Recht hingegen lässt nur das Faustpfand zu. Ist österreichisches Recht berufen kann Sicherungseigentum nicht begründet werden.
Bei der Qualifikation ausländischer Rechtsinstitute (beispielsweise des anglo-amerikanischen trust) ist danach zu fragen, ob sie nur inter partes (dann schuldrechtlich) oder erga omnes (dann sachenrechtlich) wirken.
Das Sachenrechtsstatut bestimmt über Entstehung, Fortdauer und Untergang dinglicher Rechte. Bei der Anknüpfung ist stets das deutsche Abstraktionsprinzip zu beachten: Auch im internationalen Privatrecht werden schuldrechtliches Verpflichtungs- und sachenrechtliches Verfügungsgeschäft getrennt angeknüpft. Von der lex rei sitae wird auch der gutgläubige Erwerb abhängig gemacht.

#### Statutenwechsel
Bei beweglichen Sachen kann es leicht zu einem Statutenwechsel kommen. Hier sind Verkehrsinteressen und der Schutz wohlerworbener Recht miteinander zu vereinbaren. Bei einem offenen Tatbestand ist vollständig nach dem neuen Statut zu entscheiden. Faktische Vorgänge im Ausland sind dabei nach Art. 43 Abs. 3 EGBGB wie inländische zu behandeln.
Abgeschlossene Tatbestände nennt man solche Tatbestände, bei denen sich die Rechtsänderung vollständig unter dem alten Statut vollzogen hat oder dort endgültig fehlgeschlagen ist. Zum Schutz von wohlerworbenen Rechten unterliegen solche Tatbestände dem alten Statut. Problematisch ist dies jedoch dann, wenn im Ausland ein Recht an einer Sache begründet wurde, das nach inländischem Recht unbekannt ist. Nach Art. 43 Abs. 2 EGBGB können nämlich keine Rechte an einer Sache ausgeübt werden, die im Widerspruch zur Rechtsordnung dieses Staates stehen.
Beispiel: In Frankreich wird ein besitzloses Registerpfandrecht begründet. Die Sache wird nach Deutschland verbracht. Das deutsche Recht kennt kein besitzloses Register-Pfandrecht.
Nach Art. 43 Abs. 2 EGBGB bleibt also ein solches Recht im Inland bestehen. Fraglich ist nur, welche Wirkungen ihm im Inland verliehen werden. Für das besitzlose Registerpfandrecht ist nach herrschender Meinung anerkannt, dass es dem deutschen Sachenrecht nicht widerspricht, da dieses mit dem Eigentumsvorbehalt und der Sicherungsübereignung funktionsäquivalente Institute kennt. Es wird nach herrschender Meinung deshalb als einfaches Pfandrecht mit den Folgen des § 805 ZPO behandelt.
Da das Recht weiterbesteht und nur in seiner Ausübung durch das neue Recht begrenzt wird, lebt es nach herrschender Meinung auch wieder auf sobald es in ein Land verbracht wird, das dieses Rechtsinstitut kennt (sog. Wiedererweckungstheorie). Das fremde Recht soll keinen Reinigungseffekt haben. Eine Ausnahme gilt für den Fall, dass die Sache zwischenzeitlich veräußert wurde.

#### Sonderfälle
Hat der Verkäufer die Ware ins Ausland zu senden, so spricht man vom internationalen Versendungskauf. Nach herrschender Meinung gilt die lex rei sitae auch hier. Nach anderer Ansicht soll jedoch hier die Ausweichklausel des Art. 46 EGBGB zum Tragen kommen, um eine einheitliche Anknüpfung des dinglichen Rechtsgeschäftes zu gewährleisten, unabhängig von der oft zufälligen Frage, ob der Vorgang offen oder abgeschlossen ist.
Wird über die Ware während des Transports verfügt, so spricht man von der Problematik der res in transitu. Oft ist der Lageort hier zufällig oder die Sache befindet sich in hoheitsfreiem Gebiet. Deshalb findet das Recht des Staates des Lageorts hier regelmäßig keine Anwendung, da dessen Interessen regelmäßig nicht berührt sind. Stattdessen wird das Recht des Staates des zukünftigen Bestimmungsortes angewandt.
Für Luft-, Wasser- und Schienenfahrzeuge wird nach Art. 45 EGBGB auf den Registrierungsort-, hilfsweise an den gewöhnlichen Standort des Transportmittels angeknüpft. Da Kraftfahrzeuge nicht gesondert genannt werden gilt nach herrschender Meinung für sie die Grundregel des Art. 43 Abs. 1 EGBGB. Eine Mindermeinung will für dauerhaft im internationalen Verkehr eingesetzte Kraftfahrzeuge unter Zugrundelegung von Art. 46 EGBGB auf den Zulassungsort abstellen. Die herrschende Meinung folgt dem jedoch nur bei Lastkraftwagen im grenzüberschreitenden Güterverkehr.

## Paradigmenwechsel zum 1. Mai 2025
Mit dem Gesetz zur Änderung des Ehenamens- und Geburtsnamensrechts und des Internationalen Namensrechts, das am 14. Juni 2024 im Bundesanzeiger verkündet wurde, wird der Artikel 10 des EGBGB neu gefasst und berechtigt deutsche Behörden ab dem 1. Mai 2025 den Namen nicht nur ausschließlich von deutschen Staatsbürgern zu ändern, sondern zukünftig wird der Wirkungskreis auch auf Menschen erweitert die ihren gewöhnlichen Aufenthalt in Deutschland haben.